# Caridad (serie colombiana)
Caridad es una telenovela colombiana producida por Jorge Barón Televisión para Cadena Uno en 1988. se transmitía los martes a la 1:00 p. m.
Protagonizada por Rebeca López y Mauricio Figueroa.

## Elenco
- Rebeca López
- Ana Cristina Botero
- Mauricio Figueroa
- Carmenza Gómez
- Felipe Solano
- Raúl Izaguirre
- Samara de Córdova
- Víctor Hugo Morant